# Bertil Vallien

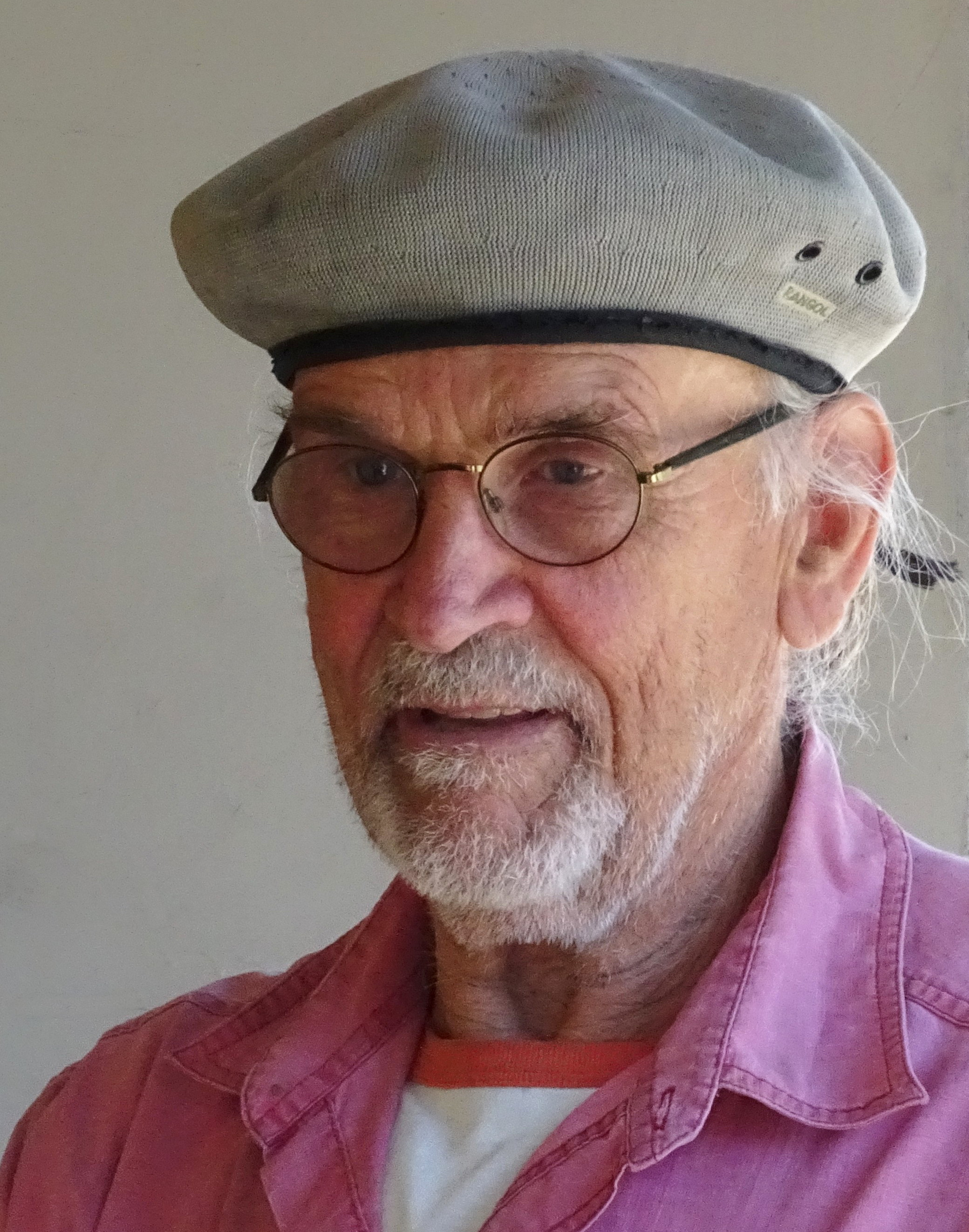
Bertil Vallien, 2018

Bertil Vallien, eigentlich Bertil Wallin (* 1938 in Sollentuna) ist ein schwedischer Künstler und Glas-Designer.

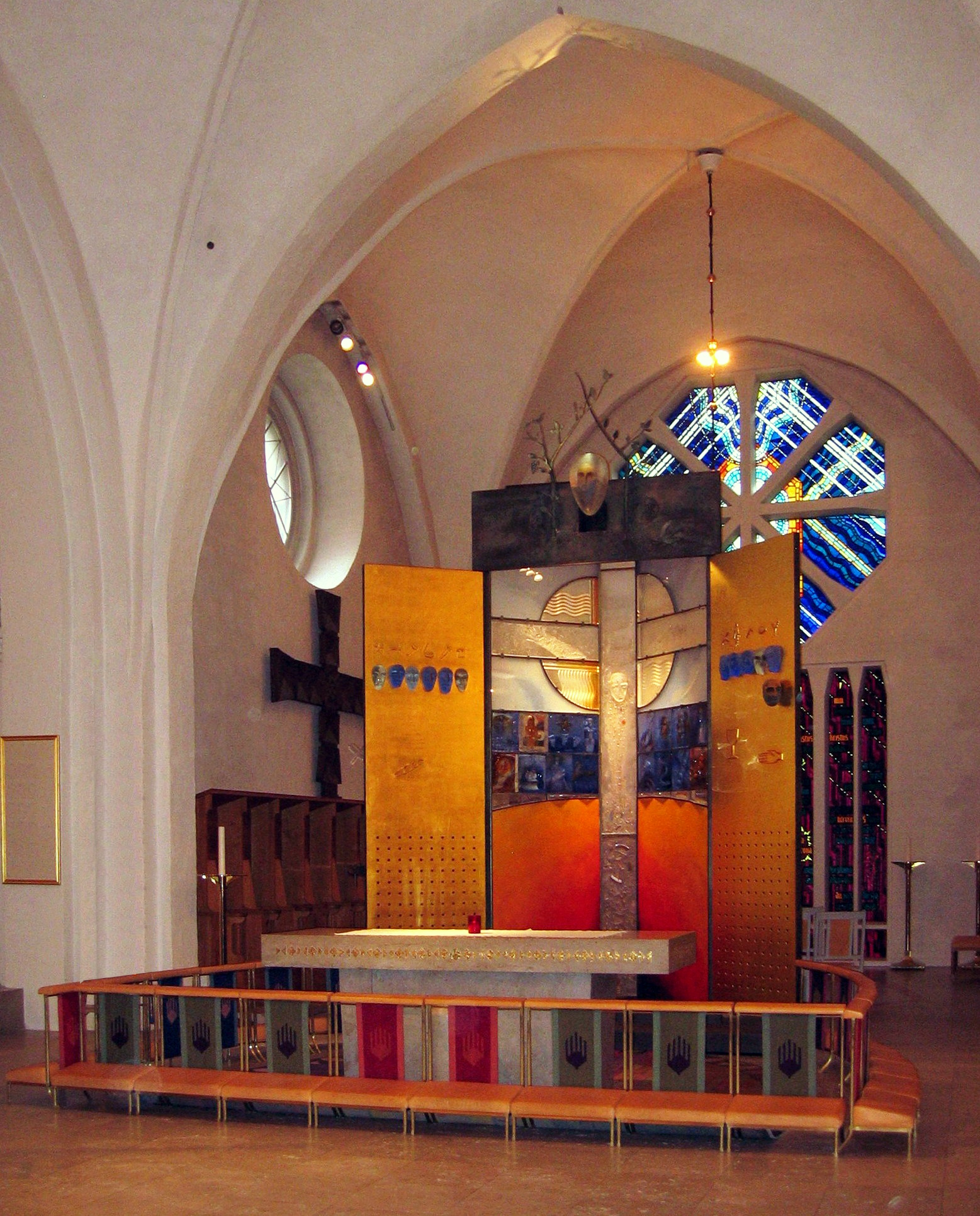
Altarschrein in der Domkirche zu Växjö.

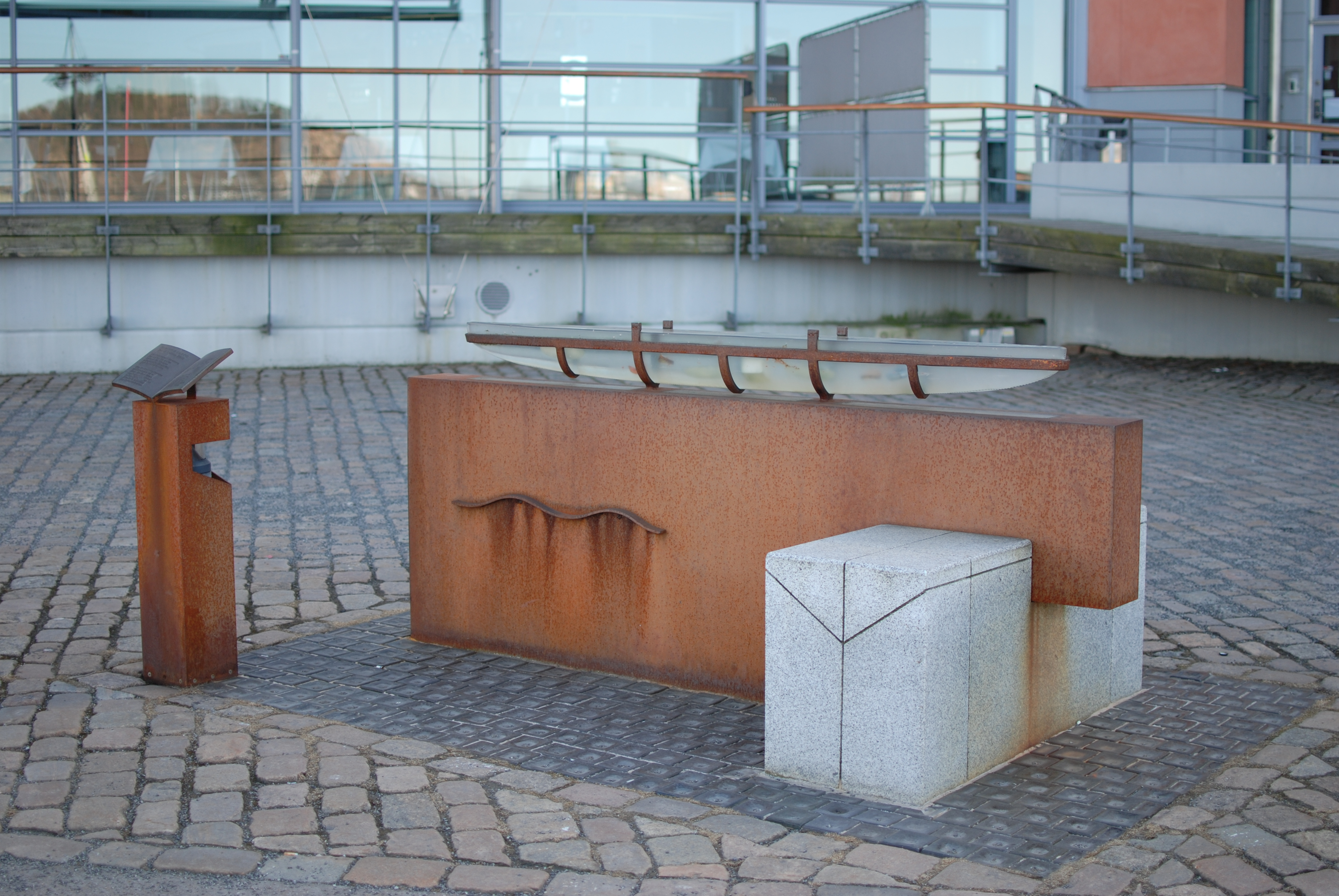
Precious cargo

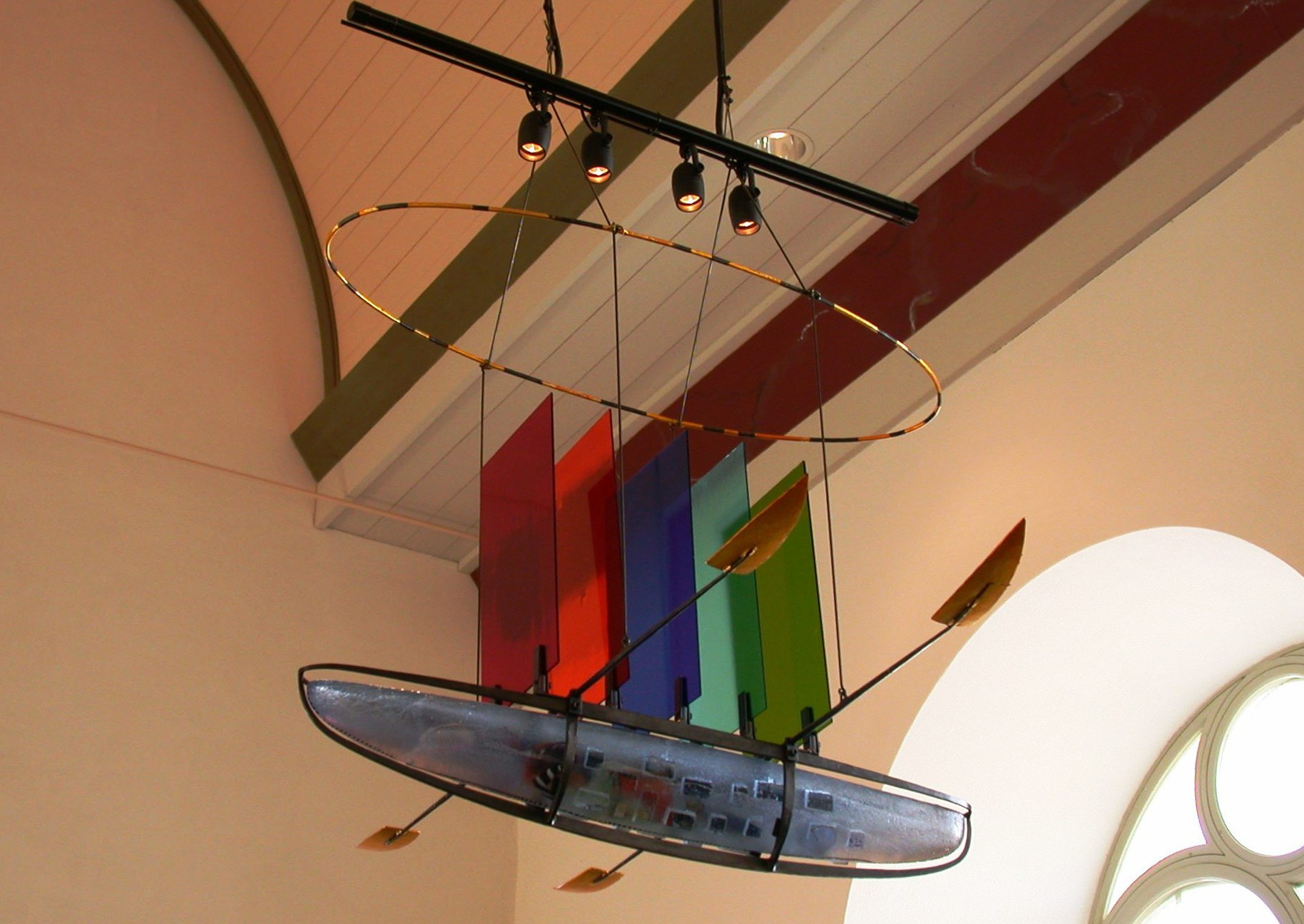
Votivschiff

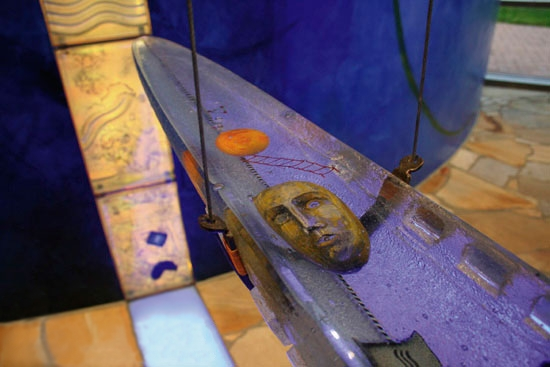
Die Reise im Flamarium.

## Leben, Ausbildung und Werk
Bertil Vallien wuchs im Villenvorort Sollentuna nördlich von Stockholm auf. Die Eltern waren Nils und Astrid Wallin, sie hatten zusammen sieben Kinder. Valliens Eltern gehörten der Pfingstbewegung (Pentecostalismus) an, wodurch er in einer streng religiösen Umgebung aufwuchs. Der frühe Kontakt zu dem Künstler Bo Notini, den Bertil Vallien sehr bewunderte, begeisterte ihn für die künstlerische Arbeit. Nach eigener Aussage war es vor allem das beeindruckende Studio Notinis – eine Fundgrube an Skizzen, Vorentwürfen, antiken Skulpturen und zahlreichen Kuriositäten –, die ihn bewegten, immer wieder dorthin zurückzukehren. Es war Notini, der Valliens Talent als erster entdeckte und diesen schließlich bewegen konnte, eine künstlerische Karriere zu beginnen.
Zunächst jedoch begann Vallien nach Beendigung der Volksschule eine Ausbildung in dem Dekorationsgeschäft seines Vaters. Der Lehrer einer Handelsschule konnte Vallien dazu bewegen, seine Schullaufbahn fortzusetzen, so dass er letztlich doch die Hochschulreife erwarb. Parallel hierzu arbeitete er als Schaufensterdekorateur und belegte Abendkurse im Aktzeichnen an der Konstfack, Schule für Kunst und Design in Stockholm, wo er anschließend vier Jahre die Linie Keramik bei Stig Lindberg studierte.
Während dieser Zeit lernte er auch die Künstlerin Ulrica Hydman kennen, die er im September 1963 heiratete.
1961 verließ Vallien die Konstfack mit der Auszeichnung des besten Studenten seines Jahrgangs, und studierte fortan – ausgestattet mit einem königlichen Stipendium – in Mexiko und den USA. In dieser Zeit arbeitete Vallien erstmals für einen Glasdesigner in Los Angeles.
Nach seiner Rückkehr nach Schweden im Jahre 1963 begann die bis heute währende Zusammenarbeit mit der Glashütte Åfors und Kosta Boda, der bedeutendsten Glashütte des schwedischen Glasreichs. Dort ist er besonders für seine Arbeitsweise bekannt geworden, die Glasmasse in Sand zu formen. Mit dieser Technik hat er schimmernde Glasskulpturen von Booten und Köpfen geschaffen. 1996 kam die Glasserie Viewpoints. 2002 schuf Vallien den Altarschrein im Dom zu Växjö.
Sein künstlerischer Ausdruck bewegt sich in einer Symbolwelt, in der die Objekte zum Nachdenken anregen.
Bertil Vallien ist Ehrendoktor an der Universität Växjö.

## Auszeichnungen
- 1961 Auszeichnung „Bester Student“ der Konstfack Schule für Kunst und Design in Stockholm
- 1962 Erster Preis „Young Americans“, Museum für zeitgenössische Kunst, New York City
- 1981 gewählt zum „einflussreichsten Designer auf seinem Gebiet“ vom Japan Interior Design Magazine
- 1983 Erster Preis für Schwedisches Design, Nationalmuseum, Stockholm
- 1985 Zweiter Coburger Glaspreis
- 1991 Formland Preis, Dänemark
- 1995 „Urban Glass Award“ für außerordentliche Errungenschaften in Glas, New York
- 2003 Ehrendoktor der Philosophie, Universität Växjö
- 2004 Wilson Award, New Orleans

## Lehrtätigkeiten
- 1980–1996 Gastdozent am Pilchuck Glass Center, Stanwood, Washington
- 1991 Gastprofessur an der Universität Sunderland, England
- 1999 Gastprofessur an der Universität von Hawaii

## Einige öffentliche Ausstellungen
- Nationalmuseum, Stockholm
- Corning Museum of Glass, New York
- Victoria and Albert Museum, London
- Hokkaido Museum of Modern Art
- Die Neue Sammlung München, früher: Staatliches Museum für angewandte Kunst, München
- Art Gallery of Western Australia, Perth
- Vida Museum, Öland, Schweden
- Eremitage (Sankt Petersburg)

## Bertil Vallien in Deutschland
Für das Flamarium Saalkreis in Kabelsketal gestaltete Bertil Vallien den Innenraum einer Feierhalle. Hier installierte er das Kunstwerk „Die Reise“.